# 김소영 (영화 감독)
김소영(1968년 ~ )은 한국계 미국인 영화감독이다. 데뷔 영화 《방황의 날들》로 선댄스 영화제에서 심사위원 특별상을 받았다.